# Famille von Thadden
La famille von Thadden est une famille noble allemande originaire de Poméranie orientale qui comporte plusieurs personnalités de premier plan dans l'histoire et la politique allemande.
L'orthographe du nom a varié au cours des siècles. On trouve : Tade, Thade, Thadde, Tadde ou Thatt. Ce n'est qu'au milieu du XVIIe siècle que l'orthographe Thadden ou Tadden, en polonais Tadda, se généralise.

## Histoire
La première mention d'un membre de cette famille remonte à 1334 : un chevalier Geroslaus (Jarislav) Taditz ("fils de Thaddeus") est mentionné à cette date dans un registre de l'État monastique des chevaliers Teutoniques sur les anciennes terres des ducs Samboride de Pomérélie à Dantzig. Le siège ancestral de la famille était Tadden (aujourd'hui Tadzino dans le district de Gniewino en voïvodie de Poméranie polonaise). Le territoire de la dynastie faisait partie du Pays de Lauenbourg et Bütow, qui, après la défaite de l'Ordre et la deuxième paix de Thorn en 1466, est devenu un fief polonais détenu par les ducs de Poméranie. Très tôt, la famille s'est scindée en deux branches principales et plusieurs sous-branches :
- La branche de Nesnachow, près de Vietzig (aujourd'hui Wicko) : mentionnée pour la première fois en 1493 lors du serment d'allégeance d'un certain Matthies au seigneur de Nesnachow (aujourd'hui Nieznachowo) au nord de Lauenbourg (Lębork) devant le duc Bogusław X de Poméranie.
- La deuxième branche comportait une sous-branche siégeant à Tadden-Enzow et une autre à Rybienke à l'est de Lauenbourg, mais aussi dans les terres poméréliennes adjacentes de Puck : une première référence en 1469 mentionne Peter Tadde, seigneur de Rutzau (Rzucewo), d'autres membres s'appelaient seigneurs de Polchau (Połchowo) et Klanin (Kłanino). En 1527, la branche de Rybienke reçut également les fiefs de Dzinzelitz (Dzięcielec), Bonswitz (Bąsewice) et Reddestow (Redystowo) des mains des ducs de Poméranie.

Après l'extinction de la Maison ducale de Poméranie, le fief du Pays de  Lauenbourg et Bütow passe en 1657 à la Prusse-Brandebourg selon les termes du Traité de Bromberg. Plusieurs membres de la famille deviennent alors fonctionnaires prussiens fonctionnaires ou officiers de l'armée prussienne.

## Personnalités
Les membres importants ou bien connus de cette famille comprennent: 
- Georg Reinhold von Thadden (de) (1712-1784), général prussien ;
- Johann Leopold von Thadden (de) (1736-1817), général prussien ;
- Adolf von Thadden-Trieglaff (1796–1882), homme politique conservateur, chef de file du mouvement de réveil dans la province prussienne de Poméranie ;
- Ferdinand Leopold von Thadden (de) (1798-1857), militaire prussien ;
- Marie von Thadden-Trieglaff (1822-1846), mariée à Moritz von Blanckenburg, surtout connue pour sa relation platonique et son influence sur Otto von Bismarck, qu'elle a connu par le cercle piétiste animé par son père en Poméranie ;
- Gerhard von Thadden (de) (1829-1873), député du Reichstag ;
- Adolf Gerhard Ludwig von Thadden (de) (1858-1932), propriétaire terrien, juriste et haut-fonctionnaire prussien ;
- Elisabeth von Thadden (1890-1944), combattante de la résistance, membre du Cercle Solf, exécutée par les nazis pour sa participation au complot du 20 juillet 1944 contre Hitler ;
- Reinold von Thadden (1891-1976), frère de la précédente, théologien et avocat allemand, membre de l'Église confessante et fondateur du Congrès de l'Église évangélique allemande ;
- Henning von Thadden (de) (1898-1945), général de l'armée allemande ;
- Eberhard von Thadden (de) (1909-1964 - accident de voiture), membre nazi et SS, assistant du Judenreferat sous Franz Rademacher au ministère des Affaires étrangères, a préparé l'expulsion des Juifs de Salonique ;
- Adolf von Thadden (1921–1996), demi-frère du précédent, politicien allemand d'extrême droite avant pendant et après la deuxième Guerre mondiale ;
- Franz-Lorenz von Thadden (de) (1924-1979), fils de Reinold, homme politique allemand (CDU), membre du Bundestag ;
- Rudolf von Thadden (1932-2015), son frère, historien allemand ;
  - Wiebke von Thadden (né en 1931), sa femme, écrivaine allemande ;
- Ernst-Ludwig von Thadden (né en 1959), leur fils, économiste allemand ;
- Elisabeth von Thadden (née en 1961), sa sœur, journaliste allemande ;
- Johannes von Thadden (né en 1956), fils de Franz-Lorenz, secrétaire exécutif fédéral de la CDU de 2004 à 2007.